# (5529) Perry
(5529) Perry (2557 P-L) – planetoida z pasa głównego asteroid okrążająca Słońce w ciągu 3,43 lat w średniej odległości 2,27 j.a. Odkryta 24 września 1960 roku.